# Diócesis de Trincomalee
La diócesis de Trincomalee (en latín: Dioecesis Trincomalien(sis), en inglés: Roman Catholic Diocese of Trincomalee y en tamil: திருகோணமலை மறைமாவட்டம்) es una circunscripción eclesiástica latina de la Iglesia católica en Sri Lanka, sufragánea de la arquidiócesis de Colombo. La diócesis tiene al obispo Christian Noel Emmanuel como su ordinario desde el 3 de junio de 2015. 

## Territorio y organización
La diócesis tiene 2727 km² y extiende su jurisdicción sobre los fieles católicos de rito latino residentes en el distrito de Trincomalee en la provincia Oriental.
La sede de la diócesis se encuentra en la ciudad de Trincomalee, en donde se halla la Catedral de Santa María.
En 2020 en la diócesis existían 18 parroquias.

## Historia
La diócesis de Trincomalee fue erigida el 25 de agosto de 1893 con el breve In hac beati Petri cathedra del papa León XIII, obteniendo el territorio de la diócesis de Jaffna.
El 14 de junio de 1954 se amplió con porciones de territorio pertenecientes a la diócesis de Kandy mediante el decreto Excellentissimus Dominus.
El 23 de octubre de 1967 tomó el nombre de diócesis de Trincomalee-Batticaloa.
El 19 de diciembre de 1975 cedió una parte de su territorio para la erección de la prefectura apostólica de Anuradhapura (hoy diócesis de Anuradhapura) mediante la bula Iussum Christi del papa Pablo VI.
El 3 de julio de 2012 la diócesis se dividió, dando lugar a la actual diócesis de Trincomalee y a la diócesis de Batticaloa mediante la bula Cum ad aeternam del papa Benedicto XVI.

## Estadísticas
De acuerdo al Anuario Pontificio 2021 la diócesis tenía a fines de 2020 un total de 23 000 fieles bautizados.
| Año                                                                             | Población            | Población | Población      | Sacerdotes | Sacerdotes    | Sacerdotes    | Bautizados por sacerdote | Diáconos permanentes | Religiosos | Religiosos | Parroquias |
| Año                                                                             | Bautizados católicos | Total     | % de católicos | Total      | Clero secular | Clero regular | Bautizados por sacerdote | Diáconos permanentes | Varones    | Mujeres    | Parroquias |
| ------------------------------------------------------------------------------- | -------------------- | --------- | -------------- | ---------- | ------------- | ------------- | ------------------------ | -------------------- | ---------- | ---------- | ---------- |
| 1950                                                                            | 18 014               | 296 000   | 6.1            | 33         | 14            | 19            | 545                      |                      | 55         | 71         | 13         |
| 1970                                                                            | 35 946               | 680 000   | 5.3            | 56         | 30            | 26            | 641                      |                      | 53         | 76         | 20         |
| 1980                                                                            | 43 600               | 813 000   | 5.4            | 50         | 27            | 23            | 872                      |                      | 50         | 70         | 26         |
| 1990                                                                            | 54 559               | 1 096 000 | 5.0            | 47         | 30            | 17            | 1160                     | 1                    | 52         | 69         | 32         |
| 1999                                                                            | 67 546               | 1 423 857 | 4.7            | 43         | 31            | 12            | 1570                     |                      | 44         | 102        | 29         |
| 2000                                                                            | 68 800               | 1 443 790 | 4.8            | 43         | 32            | 11            | 1600                     |                      | 43         | 102        | 29         |
| 2001                                                                            | 70 671               | 1 464 003 | 4.8            | 55         | 39            | 16            | 1284                     |                      | 45         | 102        | 29         |
| 2002                                                                            | 60 464               | 1 484 499 | 4.1            | 56         | 36            | 20            | 1079                     |                      | 39         | 106        | 29         |
| 2003                                                                            | 65 187               | 1 499 343 | 4.3            | 63         | 43            | 20            | 1034                     |                      | 44         | 102        | 30         |
| 2004                                                                            | 62 078               | 1 514 336 | 4.1            | 58         | 43            | 15            | 1070                     |                      | 41         | 108        | 31         |
| 2010                                                                            | 78 518               | 1 607 865 | 4.9            | 71         | 46            | 25            | 1105                     |                      | 40         | 108        | 35         |
| 2012                                                                            | 78 518               | 1 623 943 | 4.8            | 77         | 52            | 25            | 1020                     |                      | 40         | 35         | 34         |
| 2012                                                                            | 23 293               | 423 977   | 5.4            | 29         | 17            | 12            | 803                      |                      | 16         | 35         | 10         |
| 2014                                                                            | 25 000               | 379 900   | 6.6            | 27         | 13            | 14            | 925                      |                      | 19         | 30         | 13         |
| 2017                                                                            | 22 257               | 408 300   | 5.5            | 33         | 19            | 14            | 674                      |                      | 14         | 39         | 15         |
| 2020                                                                            | 23 000               | 420 000   | 5.5            | 36         | 22            | 14            | 638                      |                      | 16         | 40         | 18         |
| Fuente: Catholic-Hierarchy, que a su vez toma los datos del Anuario Pontificio. |                      |           |                |            |               |               |                          |                      |            |            |            |

## Episcopologio
- Charles Lavigne, S.I. † (27 de agosto de 1898-11 de julio de 1913 falleció)
  - Sede vacante (1913-1917)
- Gaston Robichez, S.I. † (22 de marzo de 1917-12 de febrero de 1946 falleció)
- Ignatius Philip Trigueros Glennie, S.I. † (10 de julio de 1947-15 de febrero de 1974 renunció)
- Leo Rajendram Antony † (15 de febrero de 1974 por sucesión-17 de marzo de 1983 renunció)
- Joseph Kingsley Swampillai (17 de marzo de 1983-3 de junio de 2015 retirado)
- Christian Noel Emmanuel, desde el 3 de junio de 2015